# Another Century's Episode
Another Century's Episode (アナザーセンチュリーズエピソード Anazā Senchurīzu Episōdo?), a menudo abreviado como A.C.E., es un juego de acción mecha producido por Banpresto y desarrollado por From Software. Fue lanzado para la consola PlayStation 2 el 27 de enero de 2005. El juego fue lanzado solo en Japón.
Another Century's Episode es el resultado de una colaboración entre Banpresto, creador de la franquicia Super Robot Wars y From Software, creador de la serie Armored Core. A.C.E. es un juego de ritmo rápido tipo crossover y cuenta con personajes, robots y elementos de nueve famosas series de anime. A diferencia de Super Robot Wars donde se combinan los géneros super robot (como Mazinger Z) y Real Robot (como Mobile Suit Gundam), A.C.E. se enfoca exclusivamente en el género Real Robot (sin embargo, juegos posteriores en la serie han incluido una o dos series de Super Robot en su lista).

## Argumento
En el futuro, la humanidad ha alcanzado las estrellas, con colonias orbitando la Tierra e incluso Marte. Sin embargo, las luchas políticas y económicas han creado una recesión que ha afectado severamente a las colonias, lo que ha provocado la aparición de grupos rebeldes. Con el fin de abordar estas cuestiones, todos los gobiernos de la Tierra se han unido bajo la bandera de la Comunidad de Estados de la Tierra (UCE). La UCE no ha podido hacerle frente a las organizaciones rebeldes como Colmillo Blanco e Imperio Lunar de Giganos. Con tal fin, la UCE crea una fuerza de tarea especial para sofocar estas rebeliones.
La UCE desarrolla una nueva fuente de energía llamada "E2" con el objetivo de acabar con la crisis energética. Aunque es poderosa, esta es altamente volátil y varios grupos buscan obtenerla para sus propios propósitos. La mayoría de las series incluidas en este juego, tienen sus argumentos intactos, sin embargo, la trama que sufrió más cambios fue la de: Mobile Suit Gundam: Char's Counterattack. Cuando Char Aznable se da cuenta de lo corrupto que es el gobierno de la UCE, este abandona la fuerza. Posteriormente resurge como lo hizo en Char's Counterattack, pilotando a su MSN-04 Sazabi y dirigiendo el ataque a Jaburo. Más tarde, este trata de embestir el asteroide Axis con la Base A Baoa Qu (Tal y como pasó en Mobile Suit Zeta Gundam), pero falla en su intento y los dos asteroides se quedan atascados el uno con el otro. Char se roba una gran cantidad de E2 y la manda hacia la tierra en un transbordador civil. Si el transbordador llega a la tierra, causara un daño mayor que el que pudo haber provocado El asteroide Axis. Char puso el transbordador en la misma ruta de una flota de naves de refugiados enviados a la tierra bajo los auspicios de Relena Peacecraft. Con el tiempo agotándose y reconociendo lo sombría que era su situación, los héroes atacaron a todos los transbordadores en un intento por detener la Bomba de E2 de Char. Aunque tuvieron éxito en detener la bomba, el incidente hizo que los héroes fuesen tildados de como traidores, y se vieron obligados a pasar a la clandestinidad.

## Unidades seleccionables
El juego se enfoca en 9 series de Anime. El jugador puede seleccionar un número determinado de robots de cada serie. El juego también cuenta con sus propios robots originales, diseñados exclusivamente para él. A diferencia de Super Robot Wars, los enemigos originales de las series no son los villanos principales del juego. Al comenzar el Juego, el jugador recibe dos robots originales del juego que representan a ambas compañías, Banpresto y From Software. El robot que representa a Banpresto es el Gespenst Mark II de Super Robot Wars y el robot que representa a From Software es el Cloud Breaker, basado en las máquinas del juego Murakumo: Renegade Mech Pursuit de XBOX.

### Máquinas originales
Seleccionables
- RPT-007 Gespenst Mark II Mass Production Type (Piloto: Jugador)
- Cloud Breaker Mass Production Type (Piloto: Jugador)

No Seleccionables
- WAT-62 Main Battle Tank
- H-41B Battle Helicopter
- Risnil
- Shutea
- Barlar

### Aura Battler Dunbine
Seleccionables
- Dunbine (Piloto: Sho Zama)
- Bilbine (Piloto: Sho Zama)
- Bilbine Camouflage Colors (Piloto: Sho Zama)
- Zwarth (Piloto: Black Knight)

No Seleccionables
- Tungy
- Wryneck
- Galava (Piloto: Black Knight)
- Leprechaun

### Martian Successor Nadesico: The Motion Picture – Prince of Darkness
Seleccionables
- Black Selena (Piloto: Akito Tenkawa)
- Aestivalis Custom (Piloto: Ryoko Subaru)
- Alstroemeria (Piloto: Genichiro Tsukiomi)

No Seleccionables
- Grasshopper
- Mudzura
- Yatenkou (Piloto: Hokushin)

### Blue Comet SPT Layzner
Seleccionables
- Layzner (Piloto: Eiji Asuka)
- Zakarl (Piloto: Ru Kain)

No Seleccionables
- Bloodykaiser
- Grimkaiser
- Dimarge

### Brain Powerd
Seleccionables
- Yuu Brain (Piloto: Yuu Isami)
- Hime Brain (Piloto: Hime Utsumiya)
- Nelly Brain (Piloto: Yuu Isami)
- Baronz (Piloto: Jonathan Glenn)

No Seleccionables
- Grand Char
- Jonathan Grand Char (Piloto: Jonathan Glenn)

### Mobile Suit Gundam Wing
Seleccionables
- XXXG-01W Wing Gundam (Piloto: Heero Yuy)
- XXXG-01D Gundam Deathscythe (Piloto: Duo Maxwell)
- XXXG-01H Gundam Heavyarms (Piloto: Trowa Barton)
- XXXG-01SR Gundam Sandrock (Piloto: Quatre Raberba Winner)
- XXXG-01S Shenlong Gundam (Piloto: Chang Wufei)
- OZ-00MS Tallgeese (Piloto: Zechs Merquise)
- OZ-13MS Gundam Epyon (Piloto: Zechs Merquise)

No Seleccionables
- OZ-06MS Leo
- OZ-07AMS Aries
- OZ-08MMS Cancer
- OZ-02MD Virgo

### Metal Armor Dragonar
Seleccionables
- XDFU-01 Dragonar-1 Lifter/XC-00 Cavalier-00 (Piloto: Kaine Wakaba)
- XDFU-02 Dragonar-2 Lifter (Piloto: Tapp Oceano)
- XDFU-03 Dragonar-3 Lifter (Piloto: Light Newman)
- YGMA-14 Gilgazamune (Piloto: Gun Jim)

No Seleccionables
- AMA-03B Gebaye
- FMA-04A Dyne
- MAFFU-08 Gelf MAFFU
- MAFFU-08 Jagd Gelf MAFFU
- MAFFU-08C Reb Gelf MAFFU
- MAFFU-09 Falguen MAFFU (Piloto: Meio Plato)

### Mobile Suit Zeta Gundam
Seleccionables
- Z Gundam (Piloto: Kamille Bidan)
- MSN-00100 Hyaku Shiki (Piloto: Quattro Bajeena)
- NRX-055 Baund Doc (Piloto: Jerid Messa)
- AMX-004 Qubeley (Piloto: Haman Karn)

No Seleccionables
- RMS-106 HiZack
- RMS-108 Marasai
- RX-139 Hambrabi (Piloto: Yazan Gable)
- PMX-003 The O
- MRX-009 Psyco Gundam (Piloto: Four Murasame)
- MRX-010 Psyco Gundam Mk-II

### Heavy Metal L-Gaim
Seleccionables
- L-Gaim (Piloto: Daba Mylord)
- L-Gaim Mk-II (Piloto: Daba Mylord)
- Ashura Temple (Piloto: Gavlet Gablae)
- Novel D.Sserd (Piloto: Gaw Ha Leccee)
- Amon Duule "Stack" (Piloto: Daba Mylord)
- Auge (Piloto: Oldna Poseidal)

No Seleccionables
- Lista
- Graia
- Batshuu
- A.Taul
- Blood Temple

### Mobile Suit Gundam: Char's Counterattack
Seleccionables
- RX-93 Nu Gundam (Piloto: Amuro Ray)
- MSN-04 Sazabi (Piloto: Char Aznable)

No Seleccionables
- AMS-119 Geara Doga
- MSN-03 Jagd Doga (Pilotos: Gyunei Guss, Quess Paraya)
- NZ-333 Alpha Azieru (Piloto: Quess Paraya)

## Música
La banda sonora de A.C.E. está compuesta principalmente con canciones originales, pero cada serie de anime incluida cuenta con una o dos canciones, generalmente su tema de apertura y clausura. El tema de apertura del juego es "Garnet Moon", interpretada por Hitomi Shimatani. El juego también cuenta con una versión instrumental de la misma. El tema de clausura es "Inori", también interpretado por Shimatani.

## Recepción y crítica
Debido a que A.C.E. fue comercializado solo en Japón, este no pudo ser analizado ni criticado por revistas americanas, sin embargo la respuesta de los jugadores fue positiva. La mecánica de juego de A.C.E. es muy similar a la de Zone of the Enders, pero gozó de la usual atención que pone Banpresto al detalle y a la precisión en sus juegos, tal y como se aprecia en su serie Super Robot Wars. A.C.E. fue muy popular gracias al esfuerzo que hicieron ambas compañías para que cada robot actuara y se moviera tal y como lo hacía en el anime. por ejemplo, L-Gaim es capaz de golpear con su escudo y el Gundam Heavyarms puede hacer el ataque giratorio con su cuchillo. A.C.E. puso especial atención a un detalle que siempre había pasado desapercibido para el género: el tamaño exacto. En vez de tener todos el mismo tamaño, Cada robot es presentado a una escala y dimensión adecuadas.